# Danu, Glodeni
Danu este satul de reședință al comunei cu același nume  din raionul Glodeni, Republica Moldova.

## Istorie
În 1817, odaia (cătunul) de pe moșia Danul avea 7 gospodării plătitoare de bir. Moșia aparținea mănăstirii Cetățuia din Iași, dispune de 3 iazuri pentru adăpat.
Datele statistice din 1886 relatează pentru satul Danul din județul Iași, 196 de curți, 942 locuitori, biserică ortodoxă, 1 prăvălie. Râulețul care traversează satul este notat cu numele Broscăria.
La recensământul din 1897 au fost numărați 937 bărbați și 881 femei, în total 1818 locuitori, dintre care 1771 ortodocși.
În 1902, Danul era deja un sat mare, așezat în valea Căldărușca, între satele Bălan și Hâjdieni. Făcea parte din volostea Glodeni, avea 136 case, cu o populație de 910 suflete; o școală elementară rusă. Țăranii posedă pământ de împroprietărire 1321 desetine, iar mănăstirea Sf. Mormânt are aci 2554 desetine. Lângă sat este un heleșteu. Sunt vii și grădini cu pomi.
În anul 1923, în Danul erau 600 de clădiri și menage, 2384bărbați și 2395 femei, total 4769 oameni. Satul dispunea de gospodărie boierească, cooperativă agricolă, cooperativa de consum „Lumina”, 3 mori cu abur, 2 școli primare mixte, agent sanitar, poștă rurală, primărie, 4 cârciumi.
La recensământ din 1930 în Danul-Vechi au fost înregistrați 1946 locuitori, inclusiv 267 români, 1519 ucraineni, 1 rus, 1 polonez, 104 evrei și 54 romi. În satul Danul Nou s-au înregistrat 1156 locuitori, 20 români, 1108 ucraineni, 17 evrei și 11 romi. În calitate de limbă maternă, 275 locuitori din Danul Vechi au declarat limba română, 1536 persoane - limba ucraineană, 104 persoane - limba idiș și 31 persoane - limba țigănească. În Danul Nou, 14 persoane au declarat limba română, 1114 persoane - limba ucraineană, 17 persoane - limba idiș și 11 persoane - limba țigănească. La același recensământ, în Danul Vechi erau 996 bărbați și 950 femei, în Danul Nou - 576 bărbați și 580 femei.
În perioada interbelică, în Danul Vechi funcționau Banca populară „Începutul”, 2 băcănii (deținute de Lupașcu Gheorglie, Țiprin Dudei), 2 cârciumi (Pașiutevici A., Treiger P.), 2 măcelării (Crohmal Moșcu, Edelmann Volico), 2 mori cu abur (Creimer Ițic, Verbuch Ghețel) și 3 treierătoare (Berezovschi Gordei, Mihailov Mihail, Tuciac Chiril). De asemenea, activau 1 blănar (Feinberg Moșcu), cizmar (Cucereavâi Iosif), 5 fierari (Covalschi Vladimir, Galai Andrei, Luchianciuc Nicolae, Moroșciuc Costache, Oculov Vladimir), 1 rotar (Ambrosciuc Mihail) și 2 tâmplari (Popovschi Meer, Tihaniuc Ioan). Sfera socială era reprezentată de 2 școli primare, 1 grădiniță și Cămin cultural „Miron Costin”. 
În satul Danul Nou activități economice erau prestate de un cârciumar (Lucișin Costache), o moară cu abur (Vilcinschi Ștefan), o fabrică de ulei vegetal (Gladciuc M), două treierătoare (Gladciuc Mihail, Timinschi Simeon). Moșier de terenuri arabile era Beiu David.

## Demografie

### Structura etnică
Structura etnică a satului conform recensământului populației din 2004:
| Grup etnic       | Populație | % Procentaj |
| ---------------- | --------- | ----------- |
| Ucraineni        | 2.567     | 83,81%      |
| Moldoveni/Români | 220       | 7,18%       |
| Țigani           | 167       | 5,45%       |
| Ruși             | 91        | 2,97%       |
| Bulgari          | 5         | 0,16%       |
| Polonezi         | 3         | 0,1%        |
| Găgăuzi          | 3         | 0,1%        |
| Alții            | 7         | 0,23%       |
| Total            | 3.063     | 100%        |